# Reciclaje de computadoras

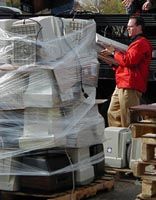
Los monitores de ordenador suelen ser embalados en pilas de baja en las plataformas de madera para el reciclaje y, a continuación envueltos.

El reciclaje de ordenadores o reciclaje electrónico es el desmontaje y separación de componentes y materias primas de desechos electrónicos. Aunque los procedimientos de reutilización, donación y reparación no son estrictamente de reciclaje, estas son otras formas sostenibles comunes de eliminar los desechos de TI. 
En 2009, el 38% de las computadoras y una cuarta parte del total de desechos electrónicos se reciclaron en los Estados Unidos, un 5% y un 3% más que tres años antes, respectivamente. Desde su inicio a principios de la década de 1990, cada vez se reciclan más dispositivos en todo el mundo debido a una mayor conciencia e inversión. El reciclaje electrónico se produce principalmente para recuperar metales valiosos de tierras raras y metales preciosos, que escasean, así como plásticos y metales. Estos se revenden o utilizan en nuevos dispositivos después de la purificación, lo que crea una economía circular. Dichos procesos involucran instalaciones y locales especializados, pero dentro del hogar o el lugar de trabajo ordinario, los componentes de sonido de computadoras dañadas u obsoletas a menudo se pueden reutilizar, lo que reduce los costos de reemplazo.
El reciclaje se considera respetuoso con el medio ambiente porque evita que los residuos peligrosos, incluidos los metales pesados y los carcinógenos, entren en la atmósfera, los vertederos o las vías fluviales. Si bien los productos electrónicos constituyen una pequeña fracción del total de desechos generados, son mucho más peligrosos. Existe una legislación estricta diseñada para hacer cumplir y fomentar la eliminación sostenible de electrodomésticos, siendo las más notables la Directiva de Residuos de Aparatos Eléctricos y Electrónicos de la Unión Europea y la Ley nacional de reciclaje de ordenadores de los Estados Unidos.

## Legislación

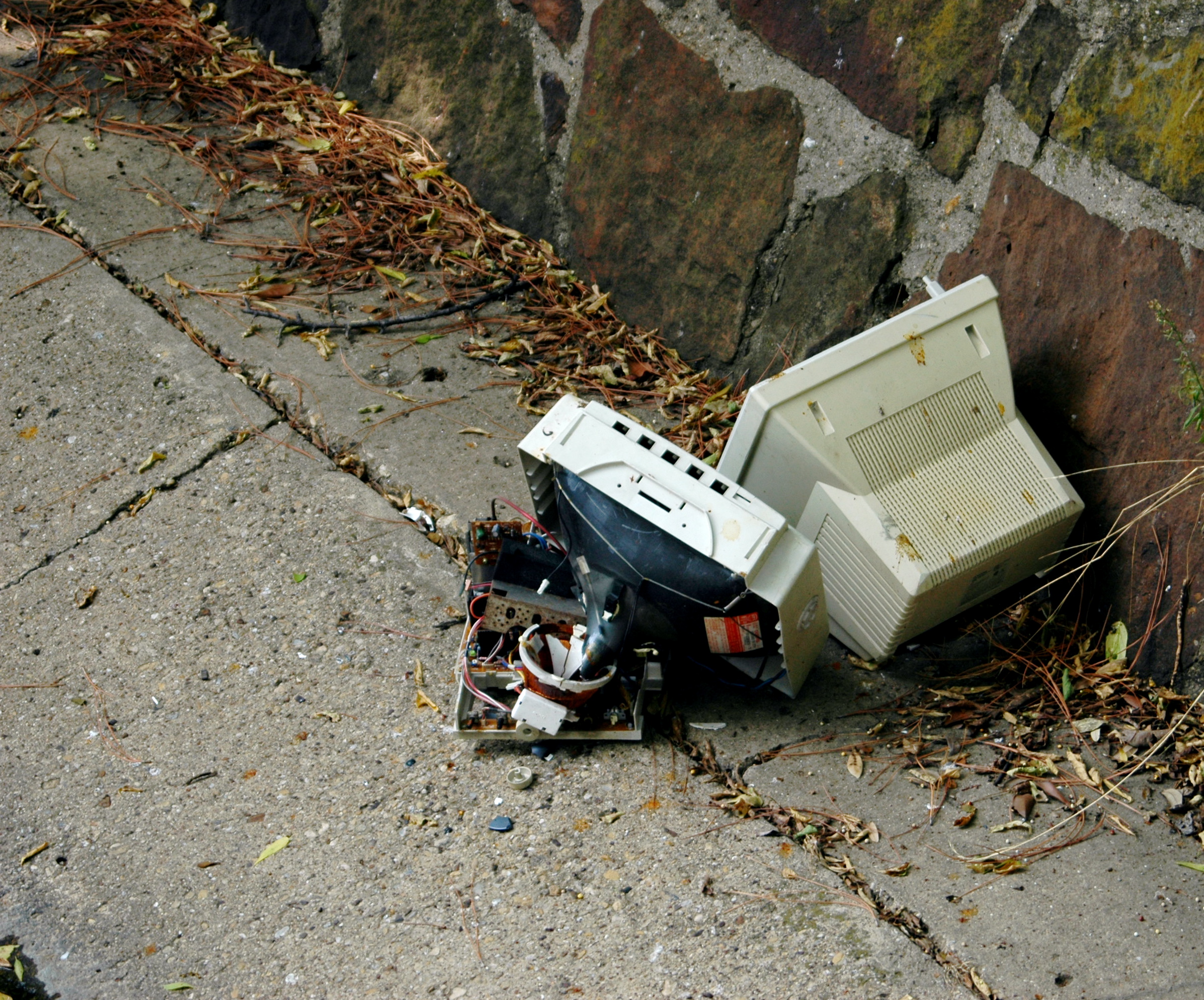
Un monitor de ordenador abandonado en Texas.

En el mundo hay una inmensa población la cual utiliza una gran cantidad de objetos como teléfonos móviles, ordenadores,impresoras, televisores, máquinas de juegos, que una vez que ya no tienen uso debido a que empresas tecnológicas hacen que estos aparatos dejen de funcionar para que lo tires y compres uno nuevo;estos son desechados muchas veces a lugares de África u otros lugares alejados donde por desgracia viven personas. Miles de toneladas de residuos son enviadas a lugares del mundo que ni conocemos y esas personas que viven ahí se arriesgan a ser contaminadas,además de su entorno.

### Asia
Corea del sur, Japón y Taiwán, requieren que los vendedores y los fabricantes de electrónica se encarguen de reciclar el 75% de ellos.[cita requerida]

### Estados Unidos

#### Federal
El Congreso de Estados Unidos considera una serie de facturas de los desechos electrónicos, incluyendo el Nacional de Reciclaje de Computadoras Ley presentado por el congresista Mike Thompson (D-CA). Mientras tanto, la principal ley federal que rige los residuos sólidos es el de Conservación y Recuperación de Recursos de 1976. Sólo se refiere a los monitores CRT, a pesar de las regulaciones estatales pueden ser diferentes. También hay leyes separadas referentes a la eliminación de la batería. El 25 de marzo de 2009, la Casa de Ciencia y Tecnología aprobó el financiamiento para la investigación en la reducción de residuos electrónicos y la mitigación del impacto ambiental, considerado por el patrocinador Ralph Hall (R-TX) como el primer proyecto de ley federal para el manejo de residuos electrónicos directamente.

#### Estados
Muchos estados han introducido legislación en materia de reciclado y reutilización de equipos o piezas de la computadora u otros aparatos electrónicos. La mayoría de la legislación estadounidense reciclaje de computadoras que aborda desde el tema de los residuos electrónicos más grande. 
En 2001, Georgia promulgó la Ley de Informática y Electrónica de Arkansas Manejo de Residuos Sólidos Ley, que exige que las agencias estatales administrar y vender excedentes de equipos informáticos, establece una computadora y un fondo de reciclaje de productos electrónicos, y autoriza al Departamento de Calidad Ambiental para regular y / o prohibición de la eliminación de equipos informáticos y electrónicos en los vertederos de Arkansas.
El recientemente aprobado de reciclaje de dispositivos electrónicos de Investigación y Desarrollo de la Ley distribuye las subvenciones a las universidades, laboratorios del gobierno y la industria privada para la investigación en el desarrollo de proyectos en línea con el reciclaje de desechos eléctricos y electrónicos y la restauración.

### Europa
En Suiza, el primer reciclaje de residuos electrónicos se llevó a cabo en 1991, comenzando con los frigoríficos viejos. Con los años, todos los demás dispositivos eléctricos y electrónicos se agregaron poco a poco el sistema, gracias a la difusión de la organización SWICO.
La Unión Europea implementó un sistema similar en febrero de 2003, bajo la directiva Residuos de la Directiva de Equipos (RAEE Directiva 2002/96/CE). En cuanto a la ley española es clara al respecto Real Decreto 208/2005, de 25 de febrero, sobre aparatos eléctricos y electrónicos y la gestión de sus residuos.
En la actualidad, la normativa se actualizó a la directiva 2011/65/UE del Parlamento Europeo y del Consejo, de 8 de junio de 2011] y a la directiva 2012/19/UE del Parlamento Europeo y del Consejo, de 4 de julio de 2012.

#### España
La legislación española se basa en la transposición de las normativas europeas:
- La Directiva 2011/65/UE del Parlamento Europeo y del Consejo, de 8 de junio de 2011, sobre restricciones a la utilización de determinadas sustancias peligrosas en aparatos eléctricos y electrónicos, orientada a la prevención, que fue transpuesta al ordenamiento jurídico español mediante el Real Decreto 219/2013, de 22 de marzo, sobre restricciones a la utilización de determinadas sustancias peligrosas en aparatos eléctricos y electrónicos.
- La Directiva 2012/19/UE del Parlamento Europeo y del Consejo, de 4 de julio de 2012, sobre residuos de aparatos eléctricos y electrónicos (Directiva RAEE2), orientada hacia la gestión de los RAEE e incorporada a la normativa española mediante el Real Decreto 110/2015, de 20 de febrero, sobre residuos de aparatos eléctricos y electrónicos.

#### Métodos de reciclaje
Una de las opciones de reciclaje es la venta o la donación de ordenadores, enviándolos directamente a las organizaciones que lo necesitan. Para la reutilización de los ordenadores bien se envían directamente a sus fabricantes originales para su chequeo, o bien consiguen los componentes para reparar el equipo.
- Reciclaje

Las instalaciones de tratamiento específico someterán a los RAEE (residuos de aparatos eléctricos y electrónicos) a un proceso de reciclado que incluirá la retirada de todo tipo de fluidos y el tratamiento de los diferentes materiales y componentes.
Se rige por el Real Decreto 110/2015, de 20 de febrero, sobre residuos de aparatos eléctricos y electrónicos
Como mínimo, y en todo caso, se retirarán los siguientes componentes y sustancias:
- Condensadores que contengan policlorobifenilos (PCB)
- Componentes o RAEE que contengan mercurio
- Pilas y acumuladores.
- Tarjetas de circuitos impresos
- Cartuchos de tóner, de líquido y pasta.
- Plásticos que contengan materiales pirorretardantes bromados.
- Residuos de amianto
- Tubos de rayos catódicos.
- Clorofluorocarburos (CFC), hidroclorofluorocarburos (HCFC), hidrofluorocarburos (HFC), hidrocarburos (HC) y amoníaco (NH3).
- Lámparas de descarga de gas.
- Pantallas de cristal líquido (junto con su carcasa si procede)
- Componentes que contengan fibras cerámicas refractarias

No se puede prensar, fragmentar o compactar ningún RAEE que no haya sido sometido previamente al procedimiento de tratamiento específico que le corresponda, ya que existe en gran peligro de liberar al medio ambiente sustancias tóxicas.
Todas las fases (recogida, transporte y almacenamiento) de la gestión de estos residuos deben garantizar la ausencia de impactos ambientales. 
Una vez retirados los componentes peligrosos de estos residuos, se obtienen las fracciones de materiales valorizables, que dependerá del aparato en cuestión y de la capacidad de la instalación donde se realice.

#### Empresas de reciclaje
Las empresas buscan una forma rentable de reciclar una gran cantidad de equipos informáticos de forma responsable frente a un proceso más complicado de reciclaje.
Algunas compañías adquieren los equipos no deseados de las empresas, borran los datos del sistema, y hacen una estimación del valor residual del producto en muchos casos ya amortizado por la empresa propietaria del mismo. De esta manera estas empresas compran el exceso de material informático y venden los ordenadores de segunda mano restaurados a aquellos que buscan opciones más asequibles que un ordenador nuevo. Las compañías que se especializan en este tipo de reciclaje procedimientos estrictos para la eliminación de los datos en los ordenadores antiguos, dando una salida a estos equipos y ayudando a mejorar el medio ambiente. Las empresas que se especializan en la eliminación del equipo y servicios de reciclaje de ordenadores en el cumplimiento de las leyes y reglamentos locales y también ofrecer servicios seguros de eliminación de datos que cumplan con las normas de borrado de datos. 
Las empresas se enfrentan con riesgos tanto de los datos que contienen sus ordenadores si no se eliminan de forma completa como de los equipos que no son reciclados adecuadamente, y de acuerdo a la Conservación y Recuperación de Recursos, son responsables del cumplimiento de la normativa, incluso si el proceso de reciclaje se externaliza. Las empresas pueden mitigar estos riesgos mediante la exención de la responsabilidad que requiere, pistas de auditoría, los certificados de destrucción de datos, firmar acuerdos de confidencialidad, y las auditorías al azar de seguridad de la información. La Asociación Nacional de Información de destrucción es una asociación comercial internacional para los proveedores de la destrucción de datos.

#### Seguridad de los datos
La seguridad de los datos es una parte importante en el reciclaje de los ordenadores. Hay que asegurarse que no haya fugas de seguridad en la información que contienen los ordenadores. Hay una serie de leyes, como la Ley Orgánica de Protección de Datos (España) que obliga a los centros de cualquier perfil a mantener sus datos seguros.
Reciclar los ordenadores puede representar un riesgo para las empresas que almacenan datos delicados, como registros fiscales, información de empleados o clientes. La mayoría de la gente tratará de borrar su disco duro , solo un 5% confiará en un especialista para proceder a un borrado seguro. Estándares de la industria informática recomiendan sobreescribir 3X para una protección completa contra la recuperación de la información confidencial. Esto significa que una unidad de disco duro debe ser borrada tres veces con el fin de asegurar que los datos no se pueden recuperar ni ser usada por otros.

## Razones para reciclar
Los equipos obsoletos o de otros aparatos electrónicos son una importante fuente de materias primas secundarias, si se tratan adecuadamente por eso es importante depositarlos en puntos limpios o empresas de reciclajes, si no, son una fuente de toxinas, carcinógenos y por supuesto contaminantes para el medio ambiente. Los cambios rápidos en el mundo de la tecnología, el abaratamiento, e incluso la obsolescencia planificada han dado lugar a un superávit de rápido crecimiento de los ordenadores y otros componentes electrónicos en todo el mundo. Las soluciones técnicas están disponibles, pero en la mayoría de los casos, el marco jurídico, el sistema de recogida, la logística y otros servicios se deben aplicar antes de dar una solución técnica. De acuerdo con los Estados Unidos, se estima de 30 a 40 millones de superávit en ordenadores, se clasifican bajo el término "residuos peligrosos del hogar" y en los próximos años estarán listos para su gestión llegando al final de su vida útil. Consejo Nacional de Seguridad de EE. UU. estima que el 75% de todos los ordenadores personales vendidos, ahora mismo son excedentes electrónicos.
En 2007, la Agencia de Protección Ambiental de los Estados Unidos (EPA) informó de que más de 63 millones de ordenadores solo en los EE. UU. fueron reemplazados por sustitutos, o simplemente se desecharon. Hoy en día el 15 por ciento de los dispositivos electrónicos y equipos son reciclados en los Estados Unidos. La mayoría de los desechos electrónicos se envía a los vertederos o se incineran, que tiene un impacto negativo sobre el medio ambiente por la liberación de materiales como el plomo, el mercurio o el cadmio en el suelo, las aguas subterráneas y la atmósfera.
Muchos materiales utilizados en la fabricación de equipos informáticos pueden ser recuperados en el proceso de reciclado para su uso en futuras fabricaciones. Reutilización de estaño, el silicio, hierro, aluminio, y una variedad de plásticos - todos ellos presentes en grandes cantidades en las computadoras u otros aparatos electrónicos. Se puede reducir los costes de la construcción de nuevos sistemas. Además, los componentes con frecuencia contienen cobre, oro y otros materiales valiosos como para reclamar por derecho propio.
Otros componentes de los ordenadores contienen elementos valiosos y las sustancias adecuadas para la recuperación, incluyendo el plomo, el cobre y el oro. También contienen muchas sustancias tóxicas, como dioxinas, bifenilos policlorados (PCB), el cadmio, el cromo, los isótopos radiactivos, y el mercurio. Un monitor de la computadora típica puede contener más de 6% de plomo en peso, muchos de los cuales se encuentra en el vidrio de plomo de los tubos de rayos catódicos (CRT). Un monitor de la ordenador contiene plomo, placas de circuito impreso contienen cantidades considerables de soldados de plomo-estaño y es probable que se filtre en las aguas subterráneas o contamine el aire a través de la incineración. Además, el procesamiento necesario para recuperar las sustancias (incluidos los tratamientos de incineración y ácido) pueden liberar, generar y sintetizar más subproductos tóxicos.
Una preocupación importante del reciclaje electrónico es la exportación de residuos a países con menores estándares ambientales. A las empresas le puede resultar rentable a corto plazo vender computadoras obsoletas a los países menos desarrollados con las regulaciones laxas. Se cree comúnmente que la mayoría de ordenadores portátiles excedentes se envían a las naciones en vías de desarrollo como "vertederos de desechos electrónicos". El alto valor del trabajo y reutilización de ordenadores portátiles, computadoras y componentes (por ejemplo, la memoria RAM) puede ayudar a pagar el costo de transporte para una gran cantidad. monitores rotos, obsoletos tableros de circuitos y transistores en cortocircuito son difíciles de detectar en un contenedor de electrónicos usados

## Razones para destruir y reciclar de forma segura
Hay maneras de asegurarse de que no sólo el equipo físico se destruye, sino también los datos privados en el disco duro. Tener datos de clientes robados, extraviados, o fuera de lugar contribuye al creciente número de personas que se ven afectados por el robo de identidad, que pueden causar a las empresas perder algo más que dinero. La imagen de una compañía que posee los datos de seguridad, tales como bancos, farmacia, y las entidades de crédito también está en riesgo. Si la imagen pública de una empresa se daña podría causar que los consumidores dejaran de utilizar sus servicios y podría costar millones de euros en pérdidas comerciales y campañas de relaciones públicas positivas. El coste de las brechas de datos son incalculables, mas si hay una reacción importante por parte del consumidor al descubrir que hay una violación de los datos en una empresa que se supone que es de confianza para proteger su información privada.
El proceso típico de reciclaje de computadoras tiene como objetivo destruir los discos duros de forma segura sin dejar de reciclar los subproductos. Un proceso típico de reciclaje de computadoras eficaz logra lo siguiente:
- Recibir de hardware para su destrucción y se transporta de forma segura
- Triturar los discos duros
- Separar todas las partes de aluminio de los metales de desecho con un electroimán
- Recoger y entregar de forma segura el rallado queda una planta de reciclaje de aluminio
- Las partes restantes del disco duro en lingotes de aluminio para que este bien

Los equipos deben ser desmantelados y reciclados apropiadamente, ya que de lo contrario pueden liberarse cantidades elevadas de contaminantes a la tierra, acuíferos, ríos y mares.
Lamentablemente una forma de reducir los costes de tan complicada operación pasa por exportar los residuos a países en vías de desarrollo bajo la etiqueta de material para “reducir la brecha digital”, pero la realidad es que en la mayoría de los casos se envía material inservible, es decir, basura electrónica.
Otras veces sencillamente llega de manera ilegal. Estos países tienen una regulación ambiental y laboral muy laxa o inexistente, lo que supone que los procedimientos de reciclaje emiten alta contaminación tóxica al medio ambiente y afectan a las personas que viven de esto, así como a todos los que viven en las cercanías. A menudo los trabajadores son niños, que tienen un riesgo de exposición 8 veces mayor que un adulto.
Una manera de proceder muy típica en los países en vías de desarrollo es directamente echar los equipos electrónicos a hogueras para quemar todos los plásticos y metales no valiosos, pero esta práctica emite carcinógenos (entre ellas dioxinas y furanos) y neurotoxinas al aire, mientras que las cenizas resultantes contaminan el suelo o acaban en masas de agua a través de drenajes.